# رولز-رویس سوئیپ‌تیل
رولز-رویس سوئیپ‌تیل، یک خودروی لوکس تولید شده در بریتانیا توسط شرکت رولز-رویس موتور کارز است. در هنگام معرفی در ماه مه ۲۰۱۷، این خودرو با قیمت ۱۲٫۸ میلیون دلار، گران‌قیمت‌ترین خودروی امروزی جهان به‌شمار می‌رفت. رتبه دوم، متعلق به بوگاتی شیرون بود که هزینه‌ای معادل ۲٫۹ میلیون دلار داشت.این خودرو بعد از رولز-رویس بوت تیل، بوگاتی لا ویتور نویره و پاگانی زوندا بارچتا گرانترین خودرو ساخته شده‌ی مدرن در جهان است.
این خودرو به سفارش یکی از مشتریان رولزرویس و با الهام گرفتن از طراحی‌های دهه ۱۹۲۰ و ۱۹۳۰ میلادی و به‌طور دستی ساخته شد. این خودرو فقط دارای یک نسخه تولیدشده است.